# NGC 4729
NGC 4729 é uma galáxia elíptica (E) localizada na direcção da constelação de Centaurus. Possui uma declinação de -41° 07' 56" e uma ascensão recta de 12 horas, 51 minutos e 46,2 segundos.
A galáxia NGC 4729 foi descoberta em 8 de Junho de 1834 por John Herschel.